# Бодљикава жица
Бодљикава жица је посебна врста жице намијењена за израду препрека за војне и друге намјене, нарочито ограђивање поља за испашу стоке. Уз то се користи за ограђивање затвора и концентрационих логора.
Проналазач је Американац Џозеф Глиден (Joseph Glidden) који је 1874. на глаткој жици своје ограде ручно додао бодље ради боље заштите баште. Патент је добио те године за машину за израду двоструке бодљикаве жице. Њена употреба брзо расте и већ 1900. је производња око 200000 тона годишње.
У војсци се масовно користи од Бурског рата 1899-1902., а масовно је примијењена у Првом свјетском рату.

## Конструкција
По конструкцији б. може бити једнострука, двострука и трострука.
Једнострука је од челика са квадратним пресјеком да се спријечи окретање бодљи.
Двострука је најчешће у употреби за фортификације, има 2 жице са уплетом дужине око 50 mm. Жица је пречника до 3 mm, гвоздена, модрожарена, савитљива, отпорна на рђање и отпорности на кидање до 40 kp/mm2. За већу отпорност против рђе може бити и поцинкована. Бодље су дужине око 20 mm на сваких 100-150 mm, и обично имају 4 шиљка од 2 комадића жице.

## Употреба
За 1 km једноредне ограде треба око 800 kg бодљикаве жице, за дворедну 2400 kg, и троредну 3200 kg жице.

## Типови
Постоји много различитих врста бодљикаве жице. Неке умјесто бодљи од жице користе оштре комаде метала (као жилет).